# 旧皮耶巴尔加堂区
旧皮耶巴尔加堂区是拉脱维亚維澤梅地区，采西斯市鎮下辖的一个行政单位。它是该市镇21个堂区之一。在2021年行政区划改革之前，旧皮耶巴尔加堂区是前舊皮耶巴爾加市鎮的5个堂区之一。在2009年行政区划改革之前，舊皮耶巴爾加堂区是前采西斯區的21个教区之一。在法律上，旧皮耶巴尔加堂区的领土是維澤梅地区的一部分。

## 旧皮耶巴尔加堂区内的城镇和村庄
- 旧皮耶巴尔加（英语：Vecpiebalga） - 堂区行政中心